# اولگا کیفناک
اولگا کیفناک (اوکراینی: Ольга Петровна Кіфяк؛ زادهٔ ۲۴ آوریل ۱۹۸۴) رقصنده باله اهل اوکراین است.